# Alfredo Placencia

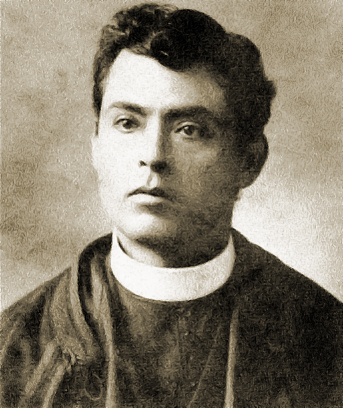
Alfredo Placencia en su juventud.

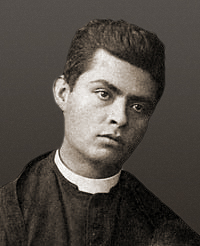
Alfredo Placencia.

Alfredo Placencia Jáuregui (15 de septiembre de 1875 - 20 de mayo de 1930), conocido como Alfredo Placencia o Alfredo R. Placencia, fue un poeta y sacerdote mexicano. En vida publicó las siguientes obras: El libro de Dios (1924), El paso del dolor (1924) y Del cuartel y del claustro (1924). Otros libros suyos fueron publicados después de su muerte. Sus restos descansan en la que fuera la primera sede de la Rotonda de los Jaliscienses Ilustres, ubicada en el mausoleo central del Panteón de Belén.

## Su tragedia familiar
Alfredo Placencia Jáuregui nació en Jalostotitlán, Jalisco el 15 de septiembre de 1875. Fue el mayor de los hijos del matrimonio de Ramón Placencia Flores, de oficio sastre, y de Encarnación Jáuregui García. Sus hermanos menores fueron Cristina e Higinio. El 7 de agosto de 1896, cuando Alfredo contaba con apenas 20 años de edad, muere su padre y a partir de ese suceso se hizo llamar "Alfredo R. Placencia", agregando a su nombre la "R." en honor de su progenitor. Doña Encarnación Jáuregui, su madre, fallece en 1910 en la población de San Isidro Mazatepec, Jalisco. Su hermana Cristina, quien fuera monja y se le conociera como Sor Eulalia, muere el diez de abril de 1918, y su hermano Higinio, capitán de tropas carrancistas, cae en batalla cuatro días después en Zacatecas. Cuando llega a Tonalá, Jalisco en mayo de 1918 toda su familia cercana ya habrá muerto. Ahí conocerá a Pío Cortés y familia, quienes lo acompañarán en sus diferentes encomiendas por los pueblos de Jalisco, e incluso al exilio en el extranjero. Con Josefina Cortés procreará en 1920 un hijo de nombre Jaime (1920-2009) a quien llamarán con el apellido de la madre para evitar el escándalo.
Con audacia, Placencia escribe acerca de su niño en el poema "Ad Altare" (La franca inmensidad, 1959) y lo dedica "Para mi hijo Jaime, con devota ternura". Aquí un fragmento:

Os anuncio una nueva:
 Hay que bajar al río,
 y lavar en sus aguas al hijo mío
 donde el dolor abreva.

Yo he de ser quien oficie, grave y adusto,
 bajo la comba inmensa del firmamento;
 hará el río de pila, de órgano el viento
 y los astros de antorchas del templo augusto.
...
¡Oh!, ¿qué música es ésta,
 que por mejor sentirla se empina el río
 y se pone de fiesta?
 Todas las frondas cantan al hijo mío,
 y hasta la cuesta.
 
 ¿Qué mucho es que yo corra con el pequeño
 y que mis fuerzas hallen leve esta carga?
 En mis brazos el niño, de quien soy dueño,
 ni la cuesta que bajo se me hace larga,
 ni las piedras me muerden, ni me despeño.

 Y es que el amor me ayuda
 y hasta me hace sentirme con menos años.
 No cabe duda:
 el cuerpo solamente se rinde y suda
 cuando carga los hijos de extraños.
...

Algunos autores han señalado que probablemente estuviera inclinado al alcohol, aunque otros lo desmienten totalmente.

## Estudios y sacerdocio
A los doce años de edad deja su natal Jalostotitlán para ingresar al Seminario Conciliar de Guadalajara el 18 de octubre de 1887. En el poema titulado "A las puertas de Antonio" escribió acerca de esta experiencia (pag. 83):

Al cumplir los doce años de edad era preciso
Dejar, para ser hombre, mi natal paraíso.
Y allá quedó la madre por el ausente orando,
Y los hijos creciendo en fraterna armonía,
Y el padre, como abeja, sin cesar trabajando,
Mientras yo, con el alma temblorosa de frío,
di la espalda a mis lares, crucé el bullente río,
Subí el cerro que llaman aquí “de la Cantera,”
Y parado a la postre en su más alta cumbre,
Con los ojos bañados y con la faz austera
Dije adiós a mi pueblo y adiós a mi techumbre,
A mis padres y a todos, por si ya no volviera.

Fue ordenado sacerdote el 17 de septiembre de 1899. Después, pasó su vida viajando de un pueblo pobre a otro: en Zacatecas (Nochistlán, San Pedro Apulco) y luego en Jalisco (Bolaños, San Gaspar, Guadalajara, Amatitán, Ocotlán, Temaca, Portezuelo, Jamay, El Salto, Acatic, Tonalá, Atoyac, San Juan de los Lagos, Valle de Guadalupe). En 1923, se fue a Los Ángeles para servirles a los inmigrantes mexicanos. En 1929 al huir de la persecución religiosa Placencia estuvo en El Salvador. En treinta años de sacerdocio, pasó por casi veinte pueblos, con dos estancias en California y otra en El Salvador.
La Iglesia Católica reprochó a Alfredo R. Placencia algunas veces durante su carrera de sacerdocio. Por ejemplo, cuando don Francisco Orozco y Jiménez (1864-1936), arzobispo de Guadalajara (en 1912) estaba huyendo la persecución de los carrancistas, necesitaba la ayuda de Placencia en el pueblo de Atoyac, pero el padre-poeta solo había preparado "¡una velada literario-musical en su honor!" Dijo el arzobispo: "Esos poetas no sirven para nada".

## Días finales
Durante el fin de la vida de Alfredo Placencia, algunos académicos empezaron a visitarlo en su casa en Tlaquepaque. Alfonso Gutiérrez Hermosillo que escribió la Antología poética de la obra de Placencia, describe el estado final del poeta:

Vivió él entonces en una casa de San Pedro Tlaquepaque, demasiado amplia para su conveniencia, que estaba  a medio construir, pero que parecía en ruinas; la tierra del patio era suelta y como barbechada; hozaban los perros en los rincones, mas en cuanto nos olieron venir agitaron levemente su cola… Nosotros preguntábamos por sus libros. Yo vi que Placencia se encogió de hombros: «Ya van saliendo.» «¿Algunos más tiene usted?» «Acaso cuatro o cinco.» «¿Es su obra completa? ¿Ya no escribe?» «Sí, algunas veces escribo, pero…» Hizo una mueca de amable desdén —que era de dolor—, como si aquello no le importara. Y entonces no quiso hablar de literatura…. El era un viejecito delgado y rojo, de bajo cuerpo, extremadamente limpio; usaba una hopalanda de pintor. Poseía un ademan peculiar, exaltado y brioso, que iba surgiendo, como acentuando idealmente cada una de sus palabras, en el instante que ellas; un ademán de revelación y de asombro porque parecía deslumbrado a cada frase nuestra, a cada recuerdo suyo.

## Obra y estilo
Unos de los académicos, Agustín Yáñez que iba a la casa de Alfredo Placencia en los últimos años dice de su estilo, “como uno de los poetas más mexicanos, sin literatura de feria, ni gritos de Guerra civil; hasta los cantos al hermano muerto en un combate de Jerez, son secos, sin estridencia, con el lloro callado de una mujer mexicana, tipo de nuestro dolor.”
Dijo de él Alfonso Gutiérrez Hermosillo:

... es el punto de enlace [entre] nuestro romanticismo lírico, de quien hereda los temas y el temperamento, con el modernismo americano cuyas libertades toma.

Como poeta religioso, Alfredo Placencia rompe la tradición con una poesía de relación tan íntima que a veces aborda a la blasfemia:

Así te ves mejor, crucificado.

Bien quisieras herir, pero no puedes.

Quien acertó a ponerte en ese estado

no hizo cosa mejor. Que así te quedes.

Su poesía tiene «una llaneza coloquial, un tono de conversación desesperada con Dios y con los hombres. Al repetir las lamentaciones de Job en la lengua del campo mexicano, Placencia no intentó remedar a los místicos, sino hablar a Dios de frente como ellos. Quizás por esto Placencia es, antes de Carlos Pellicer, nuestro mejor poeta católico.»